# Fonasteni
Fonasteni betyder "trötthet i rösten" och är den vanligaste formen av röstrubbning som patienter med röstrubbningar söker medicinsk hjälp för. Symtomet yttrar sig vanligtvis genom att rösten blir ansträngd och uttröttad på ett onormalt vis. Vid undersökning av stämbanden syns inget onormalt, och diagnos ställs därför utifrån de beskrivna symtomen.

## Symtom
Sveda och torrhetskänsla i halsen/struphuvudet. Ansträngande att tala. Brukar oftast vara bättre på morgonen och sämre på kvällen. Klåda och värk är vanligt förekommande. Oftast kommer problemen i perioder.

## Orsaker
Röströtthet utlöses ofta av så kallad akut laryngit (stämbandskatarr) – det vill säga en infektion i de övre luftvägarna – vilken i sin tur vanligtvis orsakats av virus mot vilka ingen specifik behandling finns. Även yttre faktorer såsom torr luft eller ökade mängder damm och rök kan utlösa symtomen.
Fel röst- och sångteknik är vanligt förekommande orsaker, likaså överansträngning av rösten i längre perioder. Stress gör att man spänner muskulaturen även i hals och svalg vilket bidrar till försämring av röstkapaciteten. 

## Förekomst
Rösttrötthet drabbar framför allt personer som ofta eller på ett krävande vis använder sin röst i arbetet, till exempel tolkar, lärare och sångare. Fonasteni är vanligare hos kvinnor än män, vilket främst beror på anatomiska skillnader i de övre luftvägarna, särskilt då stämbanden. Kvinnor har kortare stämband än män och därför måste anstränga sig mer för att göra sig hörda.[källa behövs]
Barn kan också drabbas av fonasteni då de är högljudda och skriker mycket.

## Behandling
Logoped hjälper dig att hitta en avspänd röst. Tänka på att inte harkla eller hosta i onödan. Vara avslappnad i nacke och buk. Tala med magen.[källa behövs] Undvika att stressa. 
Problemet går att läka ut om man lär sig att använda rätt röstteknik. Det är lätt med återfall om man går tillbaka till gamla vanor eller missbruk.